# Cymopterus longipes
Cymopterus longipes är en flockblommig växtart som beskrevs av Sereno Watson. Cymopterus longipes ingår i släktet Cymopterus och familjen flockblommiga växter. Inga underarter finns listade i Catalogue of Life.